# Banachraum
Ein Banachraum (auch Banach-Raum, Banachscher Raum) ist in der Mathematik ein vollständiger normierter Vektorraum. Banachräume gehören zu den zentralen Studienobjekten der Funktionalanalysis. Insbesondere sind viele unendlichdimensionale Funktionenräume Banachräume. Sie sind nach dem Mathematiker Stefan Banach benannt, der sie 1920–1922 gemeinsam mit Hans Hahn und Eduard Helly vorstellte.

## Definition
Ein Banachraum ist ein vollständiger normierter Raum
{\displaystyle (X,\|\cdot \|)},
das heißt ein Vektorraum {\displaystyle X} über dem Körper {\displaystyle \mathbb {K} } der reellen oder komplexen Zahlen mit einer Norm {\displaystyle \|\cdot \|}, in dem jede Cauchy-Folge aus Elementen von {\displaystyle X} in der von der Norm induzierten Metrik {\displaystyle d(x,y)=\|x-y\|} konvergiert.

## Erläuterungen
Bei metrischen Räumen ist die Vollständigkeit eine Eigenschaft der Metrik, nicht des topologischen Raums selbst. Geht man zu einer äquivalenten Metrik über (das heißt zu einer Metrik, die dieselbe Topologie erzeugt), dann kann die Vollständigkeit verloren gehen.
Für zwei äquivalente Normen auf einem normierten Raum hingegen gilt, dass die eine genau dann vollständig ist, wenn die andere es ist. Im Falle der normierten Räume ist die Vollständigkeit daher eine Eigenschaft der Normtopologie, die nicht von der konkreten Norm abhängt.

## Lineare Operatoren
Die strukturerhaltenden Abbildungen zwischen Banachräumen sind dieselben wie zwischen normierten Räume, das heißt die stetigen, linearen Abbildungen, die man auch Operatoren nennt. In unendlichdimensionalen Räumen sind lineare Abbildungen nicht notwendigerweise stetig.
Eine {\displaystyle \mathbb {K} }-lineare Abbildung {\displaystyle T\colon X\rightarrow Y} zwischen normierten {\displaystyle \mathbb {K} }-Vektorräumen ist genau dann stetig, wenn das Supremum {\displaystyle \mathrm {sup} \{\|Tx\|\colon x\in X{\text{ mit }}\|x\|\leq 1\}} endlich ist. Dieses Supremum bezeichnet man mit {\displaystyle \|T\|} und heißt Norm von {\displaystyle T}, es gilt {\displaystyle \|Tx\|\leq \|T\|\|x\|} für alle {\displaystyle x\in X}.
Tatsächlich wird {\displaystyle B(X,Y)}, der Vektorraum aller stetigen, linearen Operatoren {\displaystyle X\rightarrow Y}, durch diese Definition zu einem normierten Raum.
Ist {\displaystyle Y} ein Banachraum, so auch {\displaystyle B(X,Y)}.
Ist {\displaystyle X} ein Banachraum, so ist {\displaystyle B(X)=B(X,X)} eine Banachalgebra mit dem identischen Operator {\displaystyle \mathrm {id} _{X}} als Einselement; die Multiplikationsoperation ist durch die Komposition linearer Abbildungen gegeben.
Die Isomorphismen unter diesen strukturerhaltenden Abbildungen sind die bijektiven, linearen und in beiden Richtungen stetigen Operatoren, wobei die Stetigkeit der Umkehrabbildung bei Banachräumen automatisch gilt, siehe unten Satz von der offenen Abbildung. Solche Isomorphismen erhalten die Vektorraumstruktur und die Topologie, nicht aber die Norm, man spricht von Banachraumisomorphie.
In manchen Situationen möchte man aber auch die Norm erhalten, das heißt man möchte Isomorphismen {\displaystyle T\colon X\rightarrow Y} betrachten, für die {\displaystyle \|Tx\|=\|x\|} für alle {\displaystyle x\in X} gilt. Man spricht dann von isometrischer Isomorphie.
Betrachtet man die Kategorie der Banachräume mit den stetigen, linearen Operatoren als Morphismen, so ist die Banachraumisomorphie genau der Isomorphiebegriff in dieser Kategorie. Man erhält eine weitere Kategorie, wenn man als Morphismen nur die stetigen, linearen Operatoren mit Norm {\displaystyle \leq 1} zulässt. Der Isomorphiebegriff in dieser Kategorie ist genau die isometrische Isomorphie.

## Sätze und Eigenschaften
- Ein normierter Raum ist genau dann ein Banachraum, wenn in ihm jede absolut konvergente Reihe konvergiert.

- Jeder normierte Raum lässt sich vervollständigen, wodurch man einen Banachraum erhält, der den ursprünglichen Raum als dichten Teilraum enthält.

- Ist eine lineare Abbildung {\displaystyle T\colon X\rightarrow Y} zwischen zwei normierten Räumen ein Isomorphismus, dann folgt aus der Vollständigkeit von {\displaystyle X} die Vollständigkeit von {\displaystyle T(X)}.

- Jeder endlichdimensionale normierte Raum ist ein Banachraum. Umgekehrt ist ein Banachraum, der eine höchstens abzählbare Hamelbasis besitzt, endlichdimensional. Letzteres ist eine Konsequenz aus der Baireschen Eigenschaft vollständiger metrischer Räume.

- Ist {\displaystyle M} ein abgeschlossener Untervektorraum eines Banachraums {\displaystyle X}, dann ist {\displaystyle M} wieder ein Banachraum. Auch der Faktorraum {\displaystyle X/M} mit der Norm {\displaystyle \|x+M\|=\inf \limits _{m\in M}\|x+m\|} ist dann ein Banachraum.

- Der erste Isomorphiesatz für Banachräume: Ist das Bild einer beschränkten linearen Abbildung {\displaystyle T} zwischen zwei Banachräumen abgeschlossen, dann ist {\displaystyle X/\operatorname {ker} (T)\cong T(X)}. Hierbei handelt es sich um den Begriff der topologischen Isomorphie, d. h., es existiert eine bijektive lineare Abbildung {\displaystyle L} von  {\displaystyle X/\operatorname {ker} (T)} nach {\displaystyle T(X)} sodass sowohl {\displaystyle L} als auch {\displaystyle L^{-1}} stetig sind.

- Die direkte Summe {\displaystyle X_{1}\oplus \cdots \oplus X_{n}} normierter Räume ist genau dann ein Banachraum, wenn jeder der Einzelräume {\displaystyle X_{j}} ein Banachraum ist.

- Satz von Banach-Steinhaus: Ist {\displaystyle (T_{i})_{i\in I}} eine Familie stetiger, linearer Operatoren von einem Banachraum in einen normierten Raum, dann folgt aus der punktweisen Beschränktheit die gleichmäßige Beschränktheit.

- Satz von der offenen Abbildung: Eine stetige lineare Abbildung {\displaystyle T} zwischen zwei Banachräumen ist genau dann surjektiv, wenn sie offen ist. Ist {\displaystyle T} bijektiv und stetig, dann ist die inverse Abbildung {\displaystyle T^{-1}} ebenfalls stetig. Daraus ergibt sich, dass jeder bijektive beschränkte lineare Operator zwischen Banachräumen ein Isomorphismus ist.

- Satz vom abgeschlossenen Graphen: Der Graph einer linearen Abbildung {\displaystyle T\colon X\to Y} zwischen zwei Banachräumen ist genau dann im Produkt {\displaystyle X\times Y} abgeschlossen, wenn die Abbildung stetig ist.

- Satz von Banach-Alaoglu: Die abgeschlossene Einheitskugel im Dualraum eines Banachraums ist schwach-*-kompakt.

- Für jeden separablen Banachraum {\displaystyle X} existiert ein abgeschlossener Unterraum {\displaystyle M} von {\displaystyle l^{1}}, sodass {\displaystyle X\cong l^{1}/M} ist.

- Jeder Banachraum ist ein Fréchet-Raum.

## Dualer Raum
Ist {\displaystyle X} ein normierter Raum und {\displaystyle \mathbb {K} } der zugrunde liegende Körper, dann ist {\displaystyle \mathbb {K} } selbst ebenfalls ein Banachraum (mit dem Absolutbetrag als Norm), und man kann den topologischen Dualraum (auch stetigen Dualraum) definieren durch {\displaystyle X'=B(X,\mathbb {K} )}. Er ist in der Regel ein echter Teilraum des algebraischen Dualraums {\displaystyle X^{*}}.
- Ist {\displaystyle X} ein normierter Raum, so ist {\displaystyle X'} ein Banachraum.

- Sei {\displaystyle X} ein normierter Raum. Ist {\displaystyle X'}  separabel so auch {\displaystyle X}.

Der topologische Dualraum kann verwendet werden, um eine Topologie auf {\displaystyle X} zu definieren: die schwache Topologie. Die schwache Topologie ist nicht äquivalent zur Normtopologie auf {\displaystyle X}, wenn der Raum {\displaystyle X} unendlichdimensional ist. Aus der Konvergenz einer Folge in der Normtopologie folgt immer die Konvergenz in der schwachen Topologie, umgekehrt im Allgemeinen nicht. In diesem Sinne ist die Konvergenzbedingung, die sich aus der schwachen Topologie ergibt, „schwächer“.
Es gibt eine natürliche Abbildung {\displaystyle F} von {\displaystyle X} nach {\displaystyle X''=(X')'=B(X',\mathbb {K} )} (der Bidualraum), definiert durch:
{\displaystyle F\colon X\to X'',F(x)(f)=f(x)}
für alle {\displaystyle x\in X} und {\displaystyle f\in X'}. Aus dem Satz von Hahn-Banach folgt, dass für jedes {\displaystyle x} aus {\displaystyle X} die Abbildung {\displaystyle F(x)\colon X'\to \mathbb {K} } stetig ist und daher ein Element von {\displaystyle X''}. Die Abbildung {\displaystyle F} ist stets injektiv und stetig (sogar isometrisch).

## Reflexivität
Falls die natürliche Abbildung {\displaystyle F\colon X\to X''} zudem noch surjektiv (und somit ein isometrischer Isomorphismus) ist, so nennt man den normierten Raum {\displaystyle X} reflexiv. Es gelten folgende Zusammenhänge:
- Jeder reflexive normierter Raum ist ein Banachraum.

- Ein Banachraum {\displaystyle X} ist genau dann reflexiv, wenn {\displaystyle X'} reflexiv ist. Äquivalent zu dieser Aussage ist, dass die Einheitskugel von {\displaystyle X} in der schwachen Topologie kompakt ist.

- Ist {\displaystyle X} ein reflexiver normierter Raum, {\displaystyle Y} ein Banachraum und existiert ein beschränkter linearer Operator von {\displaystyle X} nach {\displaystyle Y}, dann ist {\displaystyle Y} reflexiv.

- Ist {\displaystyle X} ein reflexiver normierter Raum. Dann ist {\displaystyle X} genau dann separabel, wenn {\displaystyle X'} separabel ist.

- Satz von James Für einen Banachraum {\displaystyle X} sind äquivalent:
  - {\displaystyle X} ist reflexiv.
  - {\displaystyle \forall f\in X'\ \exists x\in X} mit {\displaystyle \left\|x\right\|\leq 1}, so dass {\displaystyle f(x)=\left\|f\right\|}.

## Tensorprodukt

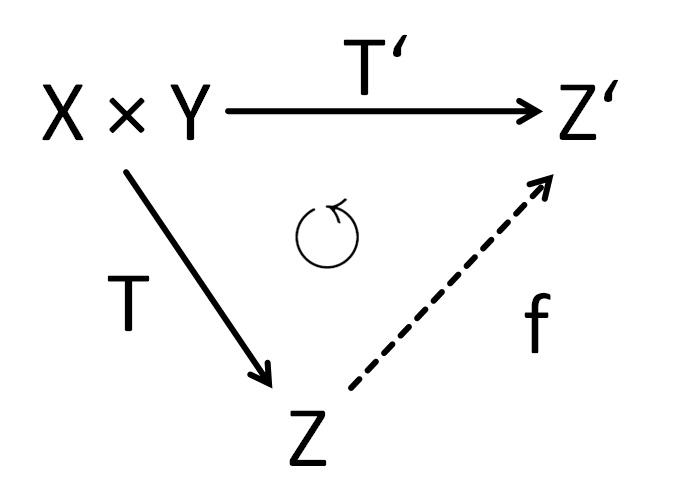
Universelle Eigenschaft des Tensorprodukts

Seien {\displaystyle X} und {\displaystyle Y} zwei {\displaystyle \mathbb {K} }-Vektorräume. Das Tensorprodukt {\displaystyle X\otimes Y} von {\displaystyle X} und {\displaystyle Y} ist ein {\displaystyle \mathbb {K} }-Vektorraum {\displaystyle Z}, versehen mit einer bilinearen Abbildung {\displaystyle T\colon X\times Y\rightarrow Z}, die die folgende universelle Eigenschaft besitzt:
Ist {\displaystyle T'\colon X\times Y\rightarrow Z'} eine beliebige bilineare Abbildung in einen {\displaystyle \mathbb {K} }-Vektorraum {\displaystyle Z'}, so existiert genau eine lineare Abbildung {\displaystyle f\colon Z\rightarrow Z'} mit {\displaystyle T'=f\circ T}.
Es gibt verschiedene Möglichkeiten, eine Norm auf dem Tensorprodukt der zugrunde liegenden Vektorräume zu definieren, unter anderem das  projektive Tensorprodukt und das injektive Tensorprodukt. Das Tensorprodukt vollständiger Räume ist im Allgemeinen nicht wieder vollständig. Daher versteht man in der Theorie der Banachräume unter einem Tensorprodukt häufig dessen Vervollständigung, welche natürlich von der Wahl der Norm abhängt.

## Beispiele
Im Folgenden ist {\displaystyle \mathbb {K} } der Körper {\displaystyle \mathbb {R} } oder {\displaystyle \mathbb {C} }, {\displaystyle X} ein kompakter Hausdorffraum und {\displaystyle I=[a,b]} ein abgeschlossenes Intervall. {\displaystyle p} und {\displaystyle q} sind reelle Zahlen mit {\displaystyle 1<p,q<\infty } und {\displaystyle {\tfrac {1}{q}}+{\tfrac {1}{p}}=1}. Weiter ist {\displaystyle \Sigma } eine σ-Algebra, {\displaystyle \Xi } eine Mengenalgebra und {\displaystyle \mu } ein Maß.
| Name des Banachraums                | Dualraum                                    | reflexiv | schwach vollständig | Norm                                                                              | Name |
| ----------------------------------- | ------------------------------------------- | -------- | ------------------- | --------------------------------------------------------------------------------- | --- |
| {\displaystyle \mathbb {K} ^{n}}    | {\displaystyle \mathbb {K} ^{n}}            | ja       | ja                  | {\displaystyle \\|x\\|_{2}=\left(\sum _{i=1}^{n}\|x_{i}\|^{2}\right)^{1/2}}       | Euklidischer Raum |
| {\displaystyle \ell _{n}^{p}}       | {\displaystyle \ell _{n}^{q}}               | ja       | ja                  | {\displaystyle \\|x\\|_{p}=\left(\sum _{i=1}^{n}\|x_{i}\|^{p}\right)^{1/p}}       | Raum der endlichdimensionalen Vektoren mit der p-Norm                                                                     |
| {\displaystyle \ell _{n}^{\infty }} | {\displaystyle \ell _{n}^{1}}               | ja       | ja                  | {\displaystyle \\|x\\|_{\infty }=\max _{1\leq i\leq n}\|x_{i}\|}                  | Raum der endlichdimensionalen Vektoren mit der Maximumsnorm                                                               |
| {\displaystyle \ell ^{p}}           | {\displaystyle \ell ^{q}}                   | ja       | ja                  | {\displaystyle \\|x\\|_{p}=\left(\sum _{i=1}^{\infty }\|x_{i}\|^{p}\right)^{1/p}} | Raum der in p-ter Potenz betragsweise summierbaren Folgen                                                                 |
| {\displaystyle \ell ^{1}}           | {\displaystyle \ell ^{\infty }}             | nein     | ja                  | {\displaystyle \\|x\\|_{1}=\sum _{i=1}^{\infty }\|x_{i}\|}                        | Raum der betragsweise summierbaren Folgen                                                                                 |
| {\displaystyle \ell ^{\infty }}     | {\displaystyle ba(2^{\mathbb {N} })}        | nein     | nein                | {\displaystyle \\|x\\|_{\infty }=\sup _{i}\|x_{i}\|}                              | Raum der beschränkten Folgen                                                                                              |
| {\displaystyle c}                   | {\displaystyle \ell ^{1}}                   | nein     | nein                | {\displaystyle \\|x\\|_{\infty }=\sup _{i}\|x_{i}\|}                              | Raum der konvergenten Folgen                                                                                              |
| {\displaystyle c_{0}}               | {\displaystyle \ell ^{1}}                   | nein     | nein                | {\displaystyle \\|x\\|_{\infty }=\sup _{i}\|x_{i}\|}                              | Raum der Nullfolgen; isomorph aber nicht isometrisch zu {\displaystyle c}                                                 |
| {\displaystyle bv\,}                | {\displaystyle \ell ^{1}+\mathbb {K} }      | nein     | ja                  | {\displaystyle \\|x\\|_{bv}=\|x_{1}\|+\sum _{i=1}^{\infty }\|x_{i+1}-x_{i}\|}     | Raum der Folgen beschränkter Variation                                                                                    |
| {\displaystyle bv_{0}}              | {\displaystyle \ell ^{1}}                   | nein     | ja                  | {\displaystyle \\|x\\|_{bv_{0}}=\sum _{i=1}^{\infty }\|x_{i+1}-x_{i}\|}           | Raum der Nullfolgen beschränkter Variation                                                                                |
| {\displaystyle bs}                  | {\displaystyle ba(2^{\mathbb {N} })}        | nein     | nein                | {\displaystyle \\|x\\|_{bs}=\sup _{n}\left\|\sum _{i=1}^{n}x_{i}\right\|}         | Raum der beschränkten Summen; isometrisch isomorph zu {\displaystyle \ell ^{\infty }}                                     |
| {\displaystyle cs}                  | {\displaystyle \ell ^{1}}                   | nein     | nein                | {\displaystyle \\|x\\|_{bs}=\sup _{n}\left\|\sum _{i=1}^{n}x_{i}\right\|}         | Raum der konvergenten Summen; abgeschlossener Unterraum von {\displaystyle bs}; isometrisch isomorph zu {\displaystyle c} |
| {\displaystyle B(X,\Xi )}           | {\displaystyle ba(\Xi )}                    | nein     | nein                | {\displaystyle \\|f\\|_{\infty }=\sup _{x\in X}\|f(x)\|}                          | Raum der beschränkten {\displaystyle \Xi }-messbaren Funktionen auf {\displaystyle X}                                     |
| {\displaystyle C(X)}                | {\displaystyle rca(\Sigma )}                | nein     | nein                | {\displaystyle \\|f\\|_{\infty }=\sup _{x\in X}\left\|f(x)\right\|}               | Raum der stetigen Funktionen auf {\displaystyle X} mit der borelschen σ-Algebra                                           |
| {\displaystyle ba(\Xi )}            | ?                                           | nein     | ja                  | {\displaystyle \\|\mu \\|_{ba}=\sup _{A\in \Xi }\|\mu \|(A)}                      | Raum der beschränkten endlich-additiven, signierten Maße auf {\displaystyle \Xi }                                         |
| {\displaystyle ca(\Sigma )}         | ?                                           | nein     | ja                  | {\displaystyle \\|\mu \\|_{ba}=\sup _{A\in \Sigma }\|\mu \|(A)}                   | Raum der {\displaystyle \sigma }-additiven Maße; abgeschlossener Unterraum von {\displaystyle ba(\Sigma )}                |
| {\displaystyle rca(\Sigma )}        | ?                                           | nein     | ja                  | {\displaystyle \\|\mu \\|_{ba}=\sup _{A\in \Sigma }\|\mu \|(A)}                   | Raum der regulären Borel-Maße; abgeschlossener Unterraum von {\displaystyle ca(\Sigma )}                                  |
| {\displaystyle L^{p}(\mu )}         | {\displaystyle L^{q}(\mu )}                 | ja       | ja                  | {\displaystyle \\|f\\|_{L^{p}}=\left(\int \|f\|^{p}\,d\mu \right)^{1/p}}          | Raum der in p-ter Potenz Lebesgue-integrierbaren Funktionen                                                               |
| {\displaystyle BV(I)}               | ?                                           | nein     | ja                  | {\displaystyle \\|f\\|_{BV}=\lim _{x\to a^{+}}f(x)+V_{f}(I)}                      | Raum der Funktionen beschränkter totaler Variation                                                                        |
| {\displaystyle NBV(I)}              | ?                                           | nein     | ja                  | {\displaystyle \\|f\\|_{BV}=V_{f}(I)}                                             | Raum der Funktionen beschränkter totaler Variation, deren Grenzwert bei {\displaystyle a} verschwindet                    |
| {\displaystyle AC(I)}               | {\displaystyle \mathbb {K} +L^{\infty }(I)} | nein     | ja                  | {\displaystyle \\|f\\|_{BV}=\lim _{x\to a^{+}}f(x)+V_{f}(I)}                      | Raum der absolutstetigen Funktionen; isomorph zum Sobolev-Raum {\displaystyle W^{1,1}(I)}                                 |
| {\displaystyle C^{n}(I)}            | {\displaystyle rca(I)}                      | nein     | nein                | {\displaystyle \\|f\\|_{C^{n}}=\sum _{i=0}^{n}\sup _{x\in I}\|f^{(i)}(x)\|}       | Raum der glatten Funktionen; isomorph zu {\displaystyle \mathbb {R} ^{n}\oplus C(I)}                                      |

## Einordnung in die Hierarchie mathematischer Strukturen

Überblick über abstrakte Räume der Mathematik. Ein Pfeil ist als Implikation zu verstehen, d. h., der Raum am Pfeilanfang ist auch ein Raum am Pfeilende.

Jeder Hilbertraum ist ein Banachraum, aber nicht umgekehrt. Nach dem Satz von Jordan-von Neumann lässt sich auf einem Banachraum genau dann ein zur Norm verträgliches Skalarprodukt definieren, wenn in ihm die Parallelogrammgleichung gilt.
Einige wichtige Räume in der Funktionalanalysis, zum Beispiel der Raum aller unendlich oft differenzierbaren Funktionen {\displaystyle \mathbb {R} \rightarrow \mathbb {R} } oder der Raum aller Distributionen auf {\displaystyle \mathbb {R} }, sind zwar vollständig, aber keine normierten Vektorräume und daher keine Banachräume. In Fréchet-Räumen hat man noch eine vollständige Metrik, während LF-Räume vollständige uniforme Vektorräume sind, die als Grenzfälle von Fréchet-Räumen auftauchen. Es handelt sich hierbei um spezielle Klassen lokalkonvexer Räume bzw. topologischer Vektorräume.
Jeder normierte Raum lässt sich bis auf isometrische Isomorphie eindeutig vervollständigen, das heißt als dichten Unterraum in einen Banachraum einbetten.

## Fréchet-Ableitung
Es ist möglich, die Ableitung einer Funktion {\displaystyle f\colon V\to W} zwischen zwei Banachräumen zu definieren. Intuitiv sieht man, dass, falls {\displaystyle x} ein Element von {\displaystyle V} ist, die Ableitung von {\displaystyle f} im Punkt {\displaystyle x} eine stetige lineare Abbildung ist, die {\displaystyle f} nahe {\displaystyle x} in der Ordnung des Abstandes {\displaystyle \vert h\vert } approximiert.
Man nennt {\displaystyle f} (Fréchet)-differenzierbar in {\displaystyle x}, falls eine stetige lineare Abbildung {\displaystyle A\colon V\to W} existiert, so dass
{\displaystyle \lim _{h\to 0}{\|f(x+h)-f(x)-A(h)\| \over \|h\|}=0}
gilt. Der Grenzwert wird hier über alle Folgen mit nicht-Null-Element aus {\displaystyle V} gebildet, die gegen 0 konvergieren.
Falls der Grenzwert existiert, schreibt man {\displaystyle Df(x)=A} und nennt es die (Fréchet)-Ableitung von {\displaystyle f} in {\displaystyle x}. Weitere Verallgemeinerungen der Ableitung ergeben sich analog zur Analysis auf endlichdimensionalen Räumen. Gemeinsam für alle Ableitungsbegriffe ist aber die Frage nach der Stetigkeit der linearen Abbildung {\displaystyle Df(x)}
Dieser Begriff der Ableitung ist eine Verallgemeinerung der gewöhnlichen Ableitung von Funktionen {\displaystyle \mathbb {R} \to \mathbb {R} }, da die linearen Abbildungen von {\displaystyle \mathbb {R} } auf {\displaystyle \mathbb {R} } einfach Multiplikationen mit reellen Zahlen sind.
Falls {\displaystyle f} differenzierbar ist in jedem Punkt {\displaystyle x} aus {\displaystyle V}, dann ist {\displaystyle Df\colon V\to L(V,W)} eine weitere Abbildung zwischen Banachräumen (im Allgemeinen keine lineare Abbildung!) und kann möglicherweise erneut differenziert werden, wodurch die höheren Ableitungen von {\displaystyle f} definiert werden. Die {\displaystyle n}-te Ableitung im Punkt {\displaystyle x} kann somit als multilineare Abbildung {\displaystyle V_{n}\to W} gesehen werden.
Differentiation ist eine lineare Operation im folgenden Sinne: Sind {\displaystyle f} und {\displaystyle g} zwei Abbildungen {\displaystyle V\to W}, die in {\displaystyle x} differenzierbar sind, und sind {\displaystyle r} und {\displaystyle s} Skalare aus {\displaystyle \mathbb {K} }, dann ist {\displaystyle rf+sg} differenzierbar in {\displaystyle x} und es gilt
{\displaystyle D(rf+sg)(x)=rD(f)(x)+sD(g)(x)}.
Die Kettenregel ist in diesem Zusammenhang ebenfalls gültig. Wenn {\displaystyle f\colon V\to W} eine in {\displaystyle x\in V} und {\displaystyle g\colon W\to X} eine in {\displaystyle f(x)} differenzierbare Funktion ist, dann ist die Komposition {\displaystyle g\circ f} in {\displaystyle x} differenzierbar und die Ableitung ist die Komposition der Ableitungen
{\displaystyle D(g\circ f)(x)=D(g)(f(x))\circ D(f)(x).}
Auch Richtungsableitungen können auf unendlichdimensionale Vektorräume erweitert werden, an dieser Stelle sei auf das Gâteaux-Differential verwiesen.

## Integration Banachraum-wertiger Funktionen
Unter bestimmten Bedingungen ist es möglich Banachraum-wertige Funktionen zu integrieren. Im zwanzigsten Jahrhundert wurden viele verschiedene Zugänge zu einer Integrationstheorie von Banachraum-wertigen Funktionen vorgestellt. Beispiele sind das Bochner-Integral, das Birkhoff-Integral und das Pettis-Integral. In endlichdimensionalen Banachräumen führen diese drei verschiedenen Zugänge zur Integration letztendlich zum selben Integral. Für unendlichdimensionale Banachräume ist dies jedoch im Allgemeinen nicht mehr der Fall. Ferner kann man von gewöhnlichen Maßen zu vektoriellen Maßen, die ihre Werte in Banachräumen annehmen, übergehen und ein Integral bezüglich solcher Maße definieren.
Banach-Räume können mittels der Bochner-Lebesgue-Norm nach Typ und Kotyp  klassifiziert werden.

### Lehrbücher
- John B. Conway: A Course in Functional Analysis (= Graduate Texts in Mathematics. Band 96). Springer New York, New York, NY 2007, ISBN 978-1-4419-3092-7, doi:10.1007/978-1-4757-4383-8 (englisch).
- Hans Wilhelm Alt: Lineare Funktionalanalysis. 6., überarb.  Auflage. Springer, Berlin Heidelberg 2012, ISBN 978-3-642-22260-3.

### Monographien
- Bernard Beauzamy: Introduction to Banach spaces and their geometry. Elsevier Science Pub. Co. (North-Holland), Amsterdam, New York 1982, ISBN 978-0-444-86416-1 (englisch).
- Joe Diestel: Sequences and series in Banach spaces (= Graduate texts in mathematics. Band 92). Springer-Verlag, New York 1984, ISBN 978-0-387-90859-5 (englisch).
- Nelson Dunford, Jacob T. Schwartz: Linear Operators 1 – General theory. Wiley Interscience Publ, New York 1988, ISBN 978-0-471-60848-6 (englisch).
- Joram Lindenstrauss, Lior Tzafriri: Classical Banach spaces (= Classics in mathematics). Reprint of the 1977, 1979 ed Auflage. Springer, Berlin Heidelberg 1996, ISBN 978-3-540-60628-4 (englisch).
- Robert E. Megginson: An Introduction to Banach Space Theory (= Graduate Texts in Mathematics. Band 183). Band 183. Springer New York, New York, NY 1998, ISBN 978-1-4612-6835-2, doi:10.1007/978-1-4612-0603-3 (englisch).
- Albrecht Pietsch: History of Banach Spaces and Linear Operators. Birkhäuser Boston, Boston, MA 2007, ISBN 978-0-8176-4367-6, doi:10.1007/978-0-8176-4596-0 (englisch).
- Raymond A. Ryan: Introduction to Tensor Products of Banach Spaces (= Springer Monographs in Mathematics). Springer London, London 2002, ISBN 978-1-84996-872-0, doi:10.1007/978-1-4471-3903-4 (englisch).

### Skripte
- Prof. Dr. A. Deitmar: Funktionalanalysis (PDF, 2011/2012, 497 KB)

### Klassische Werke
- Stefan Banach: Théorie des opérations linéaires. Warszawa 1932. Monografie Matematyczne; Zwei Rezensionen (1933 und 2017) siehe Zbl 0005.20901
- Vgl. auch die umfangreiche Literatur in Pietsch[1]